# ノア・ボンレー
ノア・ボンレー（Noah Vonleh、1995年8月24日 - ）は、アメリカ合衆国・マサチューセッツ州ヘイブリル出身のプロバスケットボール選手。ポジションはパワーフォワード。

## 経歴

### カレッジ
2013-14シーズン、インディアナ大学での初シーズンでオール・ビッグ・テンのサード・チーム、オール・フレッシュマン・チームに選ばれ、新人賞も受賞した。
2014年4月3日、NBAドラフトにアーリーエントリーを表明した。

### シャーロット・ホーネッツ
2014年6月26日、2014年のNBAドラフトで、シャーロット・ホーネッツに全体9位で指名を受け、7月25日に、契約を結んだ。9月2日、スポーツ・ヘルニアの治療を受け、6～8週の離脱が報じられた。ホーネッツでは開幕から僅か4試合の出場で、12月24日に、Dリーグのフォートウェイン・マッドアンツにアサインされた。2試合をプレーした後、12月31日にホーネッツに戻った。

### ポートランド・トレイルブレイザーズ
2015年6月24日、ニコラス・バトゥムとトレードされジェラルド・ヘンダーソンとポートランド・トレイルブレイザーズに移籍。9月30日、ブレイザーズはヴォンレーのチームオプションのルーキースケール3年目契約を更新し、2016-17シーズンまで延長した。2015年11月15日、古巣のシャーロット・ホーネッツ戦で初の先発出場を果たし、24分弱の出場時間で9得点 6リバウンドを記録した。2016年1月23日、ロサンゼルス・レイカーズ戦でシーズンハイの11得点を記録したが、3月下旬にスターターの座をモーリス・ハークレスに奪われた。
2016年8月31日、右大腿部の筋肉の骨片除去の処置を受け 開幕には間に合ったが、出場時間はあまり伸びずシーズン終盤に調子を上げ2017年3月27日のレイカーズ戦ではキャリアハイの14リバウンド、最終戦のニューオーリンズ・ペリカンズ戦ではさらに更新する19リバウンドをマークした。

### シカゴ・ブルズ
2018年2月8日にミロバン・ラコビッチの交渉権とのトレードで、シカゴ・ブルズへ移籍した。

### ニューヨーク・ニックス
2018年7月24日にニューヨーク・ニックスと1年契約を結んだ。

### ミネソタ・ティンバーウルブズ
2019年7月8日にミネソタ・ティンバーウルブズと1年契約を結んだ。

### デンバー・ナゲッツ
2020年2月5日に4チーム間の大型トレードで、デンバー・ナゲッツへ移籍した。

### ブルックリン・ネッツ
2021年2月8日にブルックリン・ネッツと契約したが、24日に解雇された。

### 上海シャークス
2021年9月18日にCBAの上海シャークスと契約した。

### ボストン・セルティックス
2022年8月2日にボストン・セルティックスと1年契約を結んだ。
2023年1月5日に将来のドラフト2巡目指名権とのトレードで、金銭と共にサンアントニオ・スパーズへ放出され、直後に解雇された。

## 個人成績

### レギュラーシーズン
| シーズン | チーム       | GP  | GS | MPG  | FG%  | 3P%  | FT%  | RPG | APG | SPG | BPG | PPG |
| -------- | ------------ | --- | -- | ---- | ---- | ---- | ---- | --- | --- | --- | --- | --- |
| 2014–15  | ホーネッツ   | 25  | 0  | 10.4 | .395 | .385 | .692 | 3.4 | .2  | .2  | .4  | 3.3 |
| 2015–16  | ブレイザーズ | 78  | 56 | 15.1 | .421 | .239 | .745 | 3.9 | .4  | .3  | .3  | 3.6 |
| 2016–17  | ブレイザーズ | 74  | 41 | 17.1 | .481 | .350 | .638 | 5.2 | .4  | .4  | .4  | 4.4 |
| Career   | Career       | 177 | 97 | 15.2 | .444 | .291 | .678 | 4.4 | .4  | .3  | .4  | 3.9 |

### プレイオフ
| シーズン | チーム       | GP | GS | MPG  | FG%  | 3P%  | FT%  | RPG | APG | SPG | BPG | PPG |
| -------- | ------------ | -- | -- | ---- | ---- | ---- | ---- | --- | --- | --- | --- | --- |
| 2016     | ブレイザーズ | 6  | 0  | 2.0  | .000 | .000 | .000 | .7  | .3  | .3  | .0  | .0  |
| 2017     | ブレイザーズ | 4  | 2  | 25.0 | .444 | .000 | .000 | 7.3 | 2.0 | .3  | 1.0 | 4.5 |
| Career   | Career       | 10 | 2  | 11.2 | .381 | .000 | .400 | 3.3 | 1.0 | .3  | .4  | 1.8 |

### カレッジ
| シーズン | チーム           | GP | GS | MPG  | FG%  | 3P%  | FT%  | RPG | APG | SPG | BPG | PPG  |
| -------- | ---------------- | -- | -- | ---- | ---- | ---- | ---- | --- | --- | --- | --- | ---- |
| 2013–14  | インディアナ大学 | 30 | 29 | 26.5 | .523 | .485 | .716 | 9.0 | .6  | .9  | 1.4 | 11.3 |

## 家族
両親はリベリア出身であり、自身が生まれる前年に移住。